# 紀元前263年
紀元前263年（きげんぜん263ねん）は、ローマ暦の年である。
当時は、「マニウス・オタキリウス・クラッススとマニウス・ウァレリウス・マクシムスが共和政ローマ執政官に就任した年」として知られていた（もしくは、それほど使われてはいないが、ローマ建国紀元491年）。紀年法として西暦（キリスト紀元）がヨーロッパで広く普及した中世時代初期以降、この年は紀元前263年と表記されるのが一般的となった。

## 他の紀年法
- 干支 : 戊戌
- 日本
  - 皇紀398年
  - 孝霊天皇28年
- 中国
  - 周 - 赧王52年
  - 秦 - 昭襄王44年
  - 楚 - 頃襄王36年
  - 斉 - 斉王建2年
  - 燕 - 武成王9年
  - 趙 - 孝成王3年
  - 魏 - 安釐王14年
  - 韓 - 桓恵王10年
- 朝鮮 :
- ベトナム :
- 仏滅紀元 : 284年
- ユダヤ暦 :

## できごと

### 共和政ローマ
- マニウス・ウァレリウス・マクシムスの指揮する共和政ローマは、シラクサのヒエロン2世との協定を保証した。ローマとのこの条約により、ヒエロン2世の王国はシチリア南東部とタオルミーナまでのシチリア東部に制限された。この時から死去するまで、ヒエロン2世はローマに忠誠を保った。
- 共和政ローマは、アドラーノを占領した。

### ギリシア
- エピロス王アレクサンドロス2世は、マケドニアを攻め、その大部分を征服した。しかし、彼はマケドニア王アンティゴノス2世の息子のデメトリオス2世によって、マケドニアとエピロスから追放された。
- アテナイとスパルタは数年間に及ぶ戦争で消耗し、領土は荒廃し、アンティゴノス2世のギリシアでの支配を認めて和平を結んだ。
- アテナイのストア派の学校で、クレアンテスがゼノンの後を継いだ。

### 小アジア
- エウメネス1世が叔父フィレタイロスの後を継ぎ、ペルガモン国王となった。フィレタイロスは宦官であったため、甥のエウメネス1世に王位を継がせた。

### 中国
- 秦の白起が韓の南陽を攻撃し、太行山への道を遮断した。

## 誕生
- アンティゴノス3世 - マケドニア王（紀元前229年-紀元前221年在位）

## 死去
- フィレタイロス - アッタロス朝の創始者（紀元前282年から在位、紀元前343年生）
- 頃襄王 - 楚の王